# Dél-afrikai rand
A rand a Dél-afrikai Köztársaság hivatalos fizetőeszköze. 
Egy rand 100 cent. A rand ISO 4217 kódja ZAR, a holland Zuid-Afrikaanse rand (dél-afrikai rand) rövidítése.
A Dél-afrikai Köztársaságon kívül a rand közös, Namíbiának,  és Lesothónak. Szváziföldön is forgalomban van, mint nem hivatalos fizetőeszköz. Mind a négy ország a Pénzügyi Közösségi Terület (angolul: Common Monetary Area) részét képezi, és nemzeti valutáik értékét a randhoz kötötték.

## Története
1961-ben vezették be a brit domínium Dél-afrikai Uniót felváltó Dél-afrikai Köztársaság hivatalos valutájaként, a brit font sterlinggel egyenértékű dél-afrikai fontot váltotta le, egy font ért két randot, vagy 10 shilling (fél font) ért egy randot az átváltáskor.

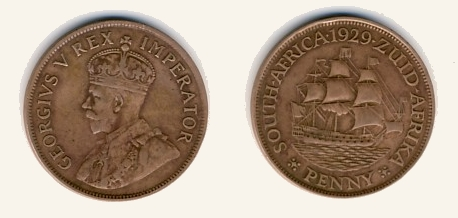
V. György brit király dél-afrikai 1 pennys érméje 1929-ből. A Dél-afrikai Unió érméin az aktuális brit uralkodó portréja szerepelt fő motívumként. Átmérője: 31 mm.
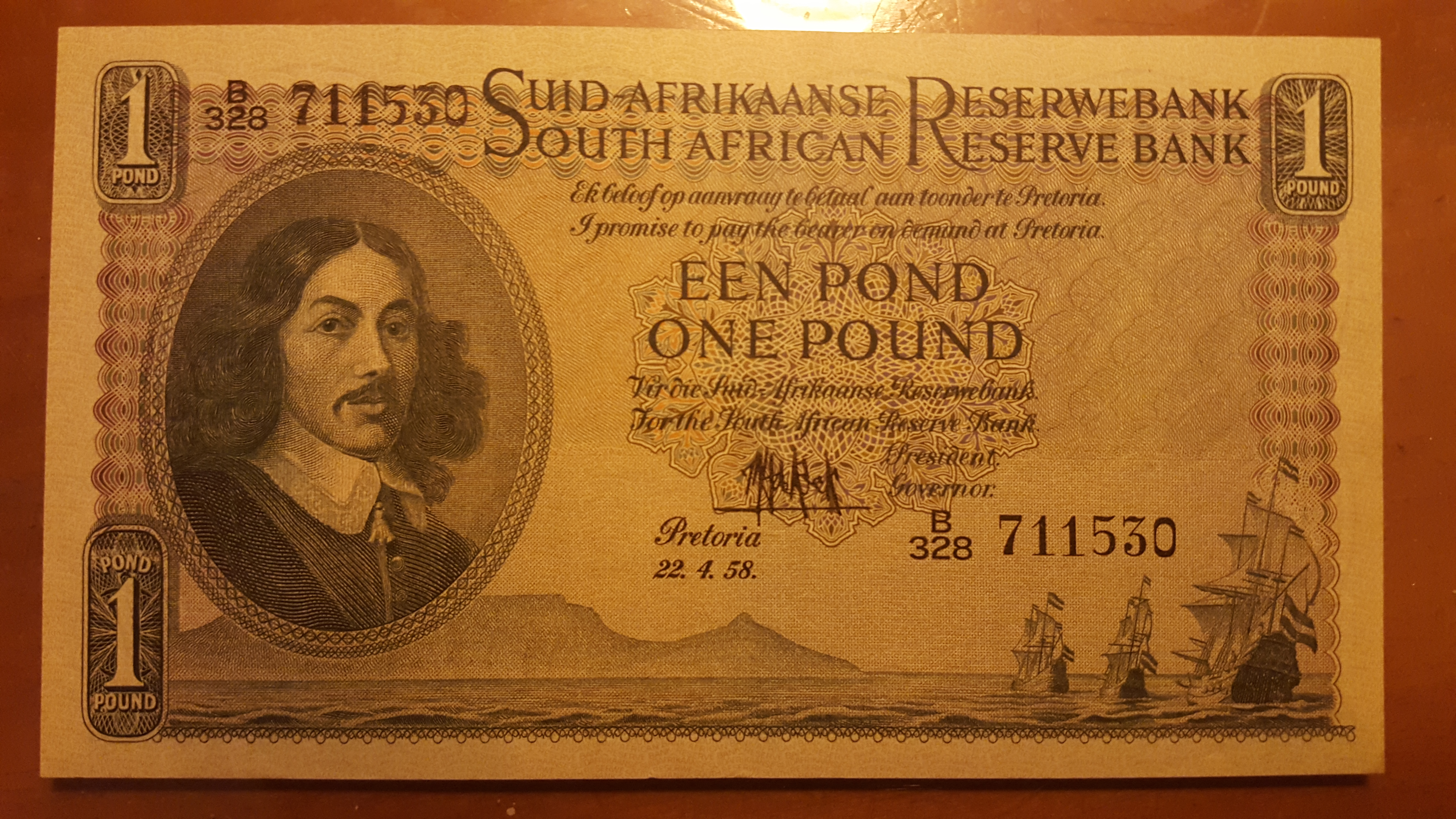
A Dél-afrikai Unió 1 fontos bankjegye Jan van Riebeeck (1619-1677) portréjával 1958-ból. mérete 150 x 85 mm. Az első 2 randos bankjegy ugyanígy nézett ki az értékjelzéstől eltekintve.

2009-ben Zimbabweban is hivatalossá tették a használatát, miután a zimbabwei dollár forgalmazását felfüggesztették.
A South African Reserve Bank cáfolta, hogy 2009. október 17-én kibocsátották volna az 500 randos bankjegyet.
2012 májusában a központi banknak meg kellett semmisítenie 3,6 millió 100 randos bankjegyet, ugyanis a svéd nyomdában rossz méretben és színben nyomtatták. Ez az automatáknál okozott volna gondot.

## Bankjegyek

### 2012-es sorozat
2012. november 6-án új bankjegyeket bocsátottak ki, amelyeken Nelson Mandela arcképe szerepel.
| Névérték | Méret       | Szín         | Nyelvek                    | Leírás         | Leírás         | Dátumok   | Dátumok           | Dátumok     |
| Névérték | Méret       | Szín         | Nyelvek                    | Előoldal       | Hátoldal       | nyomtatás | kibocsátás        | visszavonás |
| -------- | ----------- | ------------ | -------------------------- | -------------- | -------------- | --------- | ----------------- | ----------- |
| 10 rand  | 128 x 70 mm | zöld         | angol, afrikaans, szváti   | Nelson Mandela | orrszarvú      | 2012      | 2012. november 6. | forgalomban |
| 20 rand  | 134 x 70 mm | barna        | angol, déli ndebele, cvána | Nelson Mandela | elefántok      | 2012      | 2012. november 6. | forgalomban |
| 50 rand  | 140 x 70 mm | vörös        | angol, venda, xhosza       | Nelson Mandela | oroszlánok     | 2012      | 2012. november 6. | forgalomban |
| 100 rand | 146 x 70 mm | kék          | angol, déli szotó, conga   | Nelson Mandela | Kafferbivalyok | 2012      | 2012. november 6. | forgalomban |
| 200 rand | 152 x 70 mm | narancssárga | angol, szotó, zulu         | Nelson Mandela | leopárdok      | 2012      | 2012. november 6. | forgalomban |

## Emlékbankjegyek
Nelson Mandela születésének 100. évfordulójára emlékbankjegy-sorozatot bocsátottak ki 2018. július 18-án.